# Cerodrillia cybele
Cerodrillia cybele é uma espécie de gastrópode do gênero Cerodrillia, pertencente a família Drilliidae.